# Сан Димас (Калифорнија)
Сан Димас (енгл. San Dimas) град је у америчкој савезној држави Калифорнија. По попису становништва из 2010. у њему је живело 33.371 становника.

## Демографија
Према попису становништва из 2010. у граду је живело 33.371 становника, што је 1.609 (4,6%) становника мање него 2000. године.
| Група             | 2000.          | 2010.          |
| Белци             | 21.381 (61,1%) | 17.448 (52,3%) |
| Афроамериканци    | 1.156 (3,3%)   | 1.084 (3,2%)   |
| Азијати           | 3.286 (9,4%)   | 3.496 (10,5%)  |
| Хиспаноамериканци | 8.163 (23,3%)  | 10.491 (31,4%) |
| Укупно            | 34.980         | 33.371         |